# Orenda
Mit Orenda wird in der ethnischen Religion der nordamerikanischen Irokesen eine alles durchdringende mythische Lebenskraft benannt, die Menschen, Tiere und deren Geister (Oyaron) – als allein beseelte Wesen – besitzen. Durch Orenda ist jedes Lebewesen mit allen Elementen verbunden; dennoch ist Orenda mal kleiner, mal größer, denn es erscheint auch als Fähigkeit der Lebewesen, die es mehr oder weniger „ausüben“. So ist das Orenda eines Medizinmannes, eines erfolgreichen Jägers oder eines Bären – mehr noch eines wütenden Bären oder eines Sturmes – besonders mächtig. Ein religiöser Spezialist hat großes Orenda, ein guter Jäger hat ein dem Orenda des Tieres überlegenes Orenda oder ein Sänger zeigt sein Orenda. Orenda kann von Menschen angesammelt werden wie materieller Reichtum. Es kann durch Träume, Visionen und Gebete vermehrt werden, um etwa Geisterbeschwörer oder Heiler zu werden. Die Übertragung geschieht in der Weise, dass der Mensch sein Orenda zeitweilig „niederlegt“, wenn er mit den Oyaron kommuniziert. Er versucht dadurch Mitleid bei den Geistern zu erzeugen, um von ihnen Orenda übertragen zu bekommen.
Während das „Manitu“ der Algonkin sowohl die Geister als auch ihre Kräfte bezeichnet, steht Orenda nur für die spirituellen Kräfte. Zudem kann Manitu auch „von Natur aus“ in Pflanzen und unbelebten Gegenständen wohnen; Orenda hingegen kann nur von bestimmten Menschen darauf übertragen werden. Werden Teile von solchen Objekten, in denen Orenda mächtig gewirkt hat, ausgewählt und aufbewahrt, dienen sie als „Medizin“, in der die geheimnisvolle, transzendente Kraft wohnt und den Menschen beschützen kann.
Menschen, Hexen- und Medizingeister, Tiere und ihre Geister haben eine physische und eine geistige Essenz; das gibt ihnen einen freien Willen und macht sie unberechenbar. Sonne, Mond, Erde, Sterne, Wind und Pflanzen haben demgegenüber nur eine physische Essenz und der Schöpfer hat nur eine geistige Essenz, die sich in einem freien Willen ausdrückt, der nur Gutes tun kann.
Orenda – „das große Geheimnis der Irokesen“ – ist in der Kosmologie dieser Menschen die Kraft, die das Gleichgewicht zwischen den polaren Gegensätzen des Universums erhält. Ist die Balance gestört, ist das möglicherweise die Ursache für eine Krankheit.
Im heutigen Panindianismus wird der Begriff häufig mit „Großer Geist“ übersetzt und synonym mit ähnlichen Konzepten anderer Stämme als Schöpfergott im Sinne des christlichen Gottes mit „indianischer Prägung“ verwendet. Diese Wandlung ist bereits historisch bezeugt und geht wahrscheinlich auf den Einfluss der Mission zurück.